# Saint-Jean-Kourtzerode
 Saint-Jean-Kourtzerode  es una comuna y población de Francia, en la región de Lorena, departamento de Mosela, en el distrito de Sarrebourg y cantón de Phalsbourg.
Su población en el censo de 1999 era de 485 habitantes.
Está integrada en la Communauté de communes du Pays de Phalsbourg .
- Datos: Q22293
- Multimedia: Saint-Jean-Kourtzerode / Q22293

1. ↑  Worldpostalcodes.org, código postal n.º 57370.
2. ↑  INSEE, Datos de población para el año 2012 de Saint-Jean-Kourtzerode (en francés).